# Engenho de Dentro
Engenho de Dentro is een buurt in de stad Rio de Janeiro, Brazilië. 

## Sport
Het stadion Estádio Olímpico João Havelange is gelegen in de wijk. Het is de thuishaven van voetbalclub Botafogo FR en werd gebruikt als speelstadion voor de Pan-Amerikaanse Spelen 2007. Het zal ook gebruikt worden voor de Olympische en Paralympische Zomerspelen 2016. 

## Verkeer en vervoer

### Trein
| Station                                       | Lijn                                            |
| --------------------------------------------- | ----------------------------------------------- |
| Station Estação Olímpico de Engenho de Dentro | Linha Deodoro · Linha Santa Cruz · Linha Japeri |